# Rosa pisocarpa
Rosa pisocarpa es una especie de planta del género Rosa, de la familia Rosaceae.

## Taxonomía
Rosa pisocarpa fue descrita por A. Gray en 1872.

## Distribución
Se encuentra en el territorio oeste de Canadá hasta el oeste de Estados Unidos.